# Kazimierz Tołłoczko

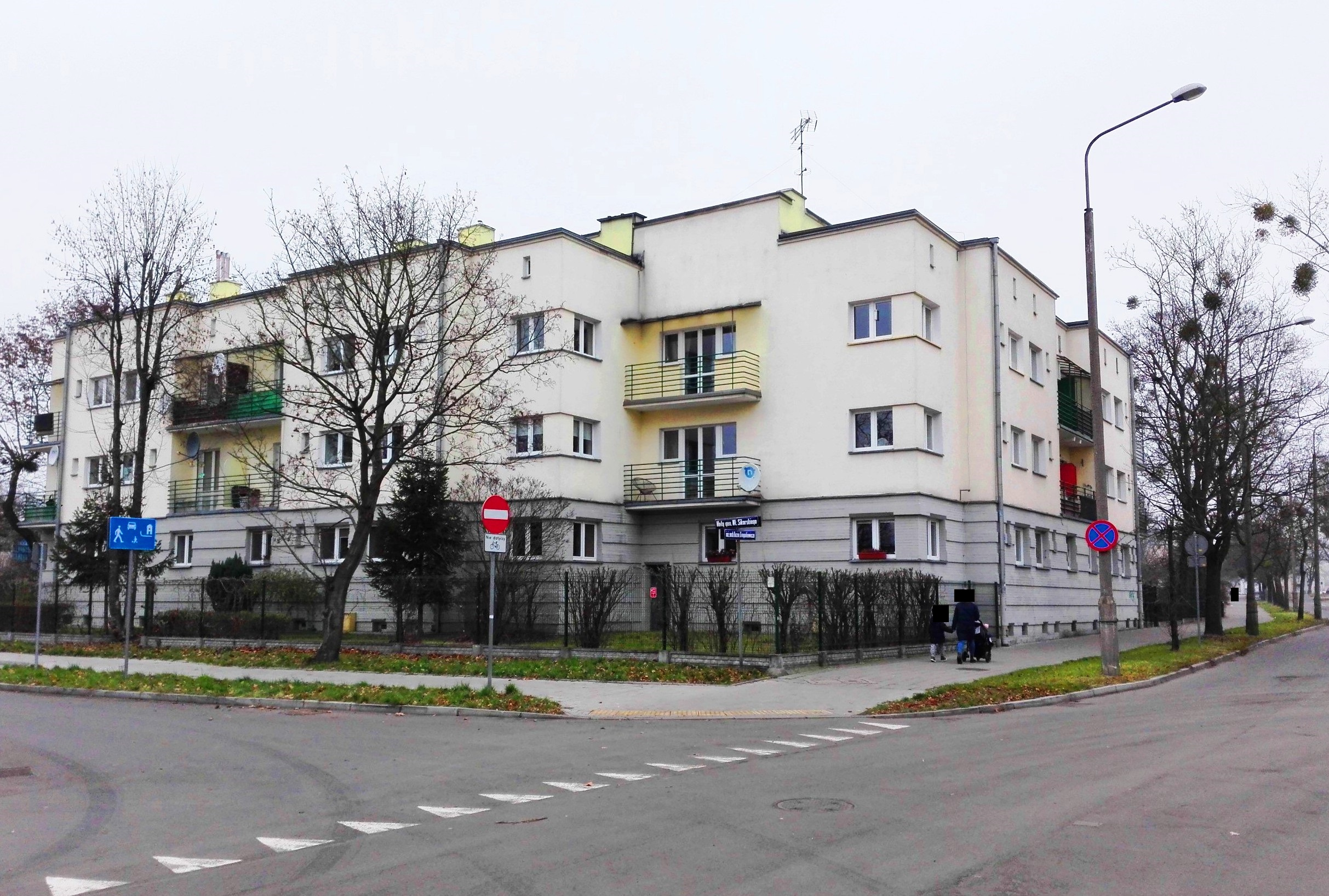
Tzw. Dom Oficerski w Toruniu, 1928 – widok obecny

Kazimierz Tołłoczko (ur. 1 kwietnia 1886 w Suszewie, zm. 4 czerwca 1960) − polski architekt, wykładowca na Politechnice Warszawskiej.

## Życiorys
Absolwent Politechniki Lwowskiej. Do 1930 wykładał na Politechnice Warszawskiej. Pochowany na cmentarzu Powązkowskim w Warszawie (kwatera 224-5-10).

## Ważniejsze prace
- Domy profesorskie przy ul. Brzozowej w Warszawie (1920)[3]
- Projekt zagospodarowania kolonii oraz poszczególne domy na Żoliborzu Oficerskim (1922–1927)[1]
- Osiedle Dziennikarskie na Żoliborzu (1927–1929)[1]
- Tzw. Dom Oficerski w Toruniu (1928)[4]
- Kolonia Akademicka przy pl. Narutowicza w Warszawie (1925–1930)[5]
- I nagroda w konkursie na architektoniczne rozwiązanie pl. Marszałka Józefa Piłsudskiego (1934) – wspólnie z Janem Kukulskim[6] (projekt niezrealizowany)